# Serie A1 1980-1981 (pallacanestro femminile)

Bianca Rossi, capocannoniere del torneo.

Il campionato di Serie A1 di pallacanestro femminile 1980-1981 è stato il cinquantesimo organizzato in Italia, il primo dalla riforma che ha sancito lo sdoppiamento della vecchia Serie A in A1 e A2.
La Pagnossin Treviso vince il suo primo titolo, battendo per 2-1 lo Zolu Vicenza, dopo aver perso la prima gara.

## Stagione

### Novità
Nella stagione precedente Pitagora Pescara, San Giovanni Valdarno e Palermo sono retrocesse in Serie A2. Il loro posto è stato preso dalle promosse Spinea, SISV Viterbo e Bonfiglioli Ferrara.

### Formula
Malgrado il cambio di denominazione, la formula rimane invariata per le prime due fasi: le sedici società vengono divise in due gironi da otto, con partite di andata e ritorno. Le prime quattro di ogni girone si classificano per la Poule Scudetto, le ultime quattro per la Poule Salvezza. Al termine della stagione regolare, le ultime due della Poule Salvezza retrocedono in A2, mentre le prime due e le squadre partecipanti alla Poule Scudetto si giocano il titolo ai play-off, divisi in un turno preliminare in gara unica e quarti, semifinali e finali al meglio di tre gare.

## Prima fase

### Girone A
|  | Pos. | Squadra           | Pt | G  | V  | P  | PtF  | PtS  |
|  | ---- | ----------------- | -- | -- | -- | -- | ---- | ---- |
|  | 1.   | Zolu Vicenza      | 24 | 14 | 12 | 2  | 921  | 696  |
|  | 2.   | GBC Milano        | 22 | 14 | 11 | 3  | 1033 | 759  |
|  | 3.   | Pagnossin Treviso | 20 | 14 | 10 | 4  | 1043 | 814  |
|  | 4.   | Accorsi Torino    | 20 | 14 | 10 | 4  | 876  | 845  |
|  | 5.   | Canali Parma      | 8  | 14 | 4  | 10 | 896  | 1000 |
|  | 6.   | Pejo Brescia      | 8  | 14 | 4  | 10 | 898  | 1070 |
|  | 7.   | Mu Lat Caserta    | 6  | 14 | 3  | 11 | 724  | 989  |
|  | 8.   | Omsa Faenza       | 4  | 14 | 2  | 12 | 702  | 919  |

Legenda:
      Ammesse alla Poule Scudetto.
      Ammesse alla Poule Salvezza.
Regolamento:
Due punti a vittoria, zero a sconfitta.
In caso di parità di punteggio, contano gli scontri diretti e la classifica avulsa.

### Girone B
|  | Pos. | Squadra                  | Pt | G  | V  | P  | PtF  | PtS  |
|  | ---- | ------------------------ | -- | -- | -- | -- | ---- | ---- |
|  | 1.   | Algida Roma              | 22 | 14 | 11 | 3  | 1093 | 880  |
|  | 2.   | Bloch Sesto San Giovanni | 20 | 14 | 10 | 4  | 1094 | 924  |
|  | 3.   | UFO Schio                | 18 | 14 | 9  | 5  | 1028 | 939  |
|  | 4.   | Acqua Nocera Perugia     | 16 | 14 | 8  | 6  | 1063 | 951  |
|  | 5.   | Mazzorato Spinea         | 16 | 14 | 8  | 6  | 953  | 826  |
|  | 6.   | Sisv Viterbo             | 14 | 14 | 7  | 7  | 954  | 927  |
|  | 7.   | Coop Ferrara             | 6  | 14 | 3  | 11 | 860  | 1069 |
|  | 8.   | Gemini Torino            | 0  | 14 | 0  | 14 | 760  | 1280 |

Legenda:
      Ammesse alla Poule Scudetto.
      Ammesse alla Poule Salvezza.
Regolamento:
Due punti a vittoria, zero a sconfitta.
In caso di parità di punteggio, contano gli scontri diretti e la classifica avulsa.

## Seconda fase

### Poule Scudetto
|  | Pos. | Squadra                  | Pt | G  | V  | P  | PtF | PtS |
|  | ---- | ------------------------ | -- | -- | -- | -- | --- | --- |
|  | 1.   | Zolu Vicenza             | 20 | 14 | 10 | 4  | 977 | 903 |
|  | 2.   | Pagnossin Treviso        | 20 | 14 | 10 | 4  | 927 | 856 |
|  | 3.   | GBC Milano               | 16 | 14 | 8  | 6  | 885 | 799 |
|  | 4.   | Accorsi Torino           | 16 | 14 | 8  | 6  | 843 | 871 |
|  | 5.   | Algida Roma              | 12 | 14 | 6  | 8  | 972 | 951 |
|  | 6.   | Bloch Sesto San Giovanni | 12 | 14 | 6  | 8  | 947 | 961 |
|  | 7.   | Acqua Nocera Perugia     | 10 | 14 | 5  | 9  | 896 | 976 |
|  | 8.   | UFO Schio                | 6  | 14 | 3  | 11 | 855 | 994 |

Legenda:
      Ammesse ai Play-off.
      Ammesse agli ottavi dei Play-off.
Regolamento:
Due punti a vittoria, zero a sconfitta.
In caso di parità di punteggio, contano gli scontri diretti e la classifica avulsa.

### Poule Salvezza
|  | Pos. | Squadra          | Pt | G  | V  | P  | PtF  | PtS  |
|  | ---- | ---------------- | -- | -- | -- | -- | ---- | ---- |
|  | 1.   | Mazzorato Spinea | 26 | 14 | 13 | 1  | 958  | 748  |
|  | 2.   | Pejo Brescia     | 18 | 14 | 9  | 5  | 949  | 932  |
|  | 3.   | Sisv Viterbo     | 16 | 14 | 8  | 6  | 965  | 892  |
|  | 4.   | Mu Lat Caserta   | 16 | 14 | 8  | 6  | 890  | 886  |
|  | 5.   | Canali Parma     | 14 | 14 | 7  | 7  | 1005 | 939  |
|  | 6.   | Omsa Faenza      | 12 | 14 | 6  | 8  | 791  | 837  |
|  | 7.   | Coop Ferrara     | 10 | 14 | 5  | 9  | 875  | 917  |
|  | 8.   | Gemini Torino    | 0  | 14 | 0  | 14 | 861  | 1143 |

Legenda:
      Ammesse agli ottavi dei Play-off.
      Retrocessa in Serie A2 1981-1982.
Regolamento:
Due punti a vittoria, zero a sconfitta.
In caso di parità di punteggio, contano gli scontri diretti e la classifica avulsa.

## Terza fase

### Turno preliminare
| Castelfranco Veneto 1º aprile 1981 | UFO Schio | 60 – 57 | Mazzorato Spinea |  |

| Faenza 1º aprile 1981 | Acqua Nocera Perugia | 74 – 72 | Pejo Brescia |  |

### Play-off
|  | Quarti di finale | Quarti di finale     | Quarti di finale     | Quarti di finale | Quarti di finale |  |  | Semifinali        | Semifinali        | Semifinali        | Semifinali   | Semifinali |    |    | Finale            | Finale            | Finale | Finale | Finale |  |
|  |                  |                      |                      |                  |                  |  |  |                   |                   |                   |              |            |    |    |                   |                   |        |        |        |  |
|  | 2                | Pagnossin Treviso    | Pagnossin Treviso    | 71               | 70               |  |  |                   |                   |                   |              |            |    |    |                   |                   |        |        |        |  |
|  | 7                | Acqua Nocera Perugia | Acqua Nocera Perugia | 67               | 69               |  |  | Pagnossin Treviso | Pagnossin Treviso | Pagnossin Treviso | 91           | 70         |    |    |                   |                   |        |        |        |  |
|  | 3                | GBC Milano           | GBC Milano           | 47               | 79               |  |  | Bloch Sesto       | Bloch Sesto       | Bloch Sesto       | 76           | 59         |    |    |                   |                   |        |        |        |  |
|  | 6                | Bloch Sesto          | Bloch Sesto          | 59               | 83               |  |  |                   |                   |                   |              |            |    |    | Pagnossin Treviso | Pagnossin Treviso | 58     | 69     | 58     |  |
|  | 1                | Zolu Vicenza         | Zolu Vicenza         | 59               | 52               |  |  |                   |                   | Zolu Vicenza      | Zolu Vicenza | 64         | 57 | 56 |                   |                   |        |        |        |  |
|  | 8                | UFO Schio            | UFO Schio            | 38               | 51               |  |  | Zolu Vicenza      | Zolu Vicenza      | Zolu Vicenza      | 71           | 66         |    |    |                   |                   |        |        |        |  |
|  | 4                | Accorsi Torino       | 67                   | 82               | 60               |  |  | Accorsi Torino    | Accorsi Torino    | Accorsi Torino    | 62           | 59         |    |    |                   |                   |        |        |        |  |
|  | 5                | Algida Roma          | 74                   | 78               | 59               |  |  |                   |                   |                   |              |            |    |    |                   |                   |        |        |        |  |

## Verdetti
- Campione d'Italia:  Pagnossin Treviso
Formazione:[6] Rita Aglialoro, Galdina Baruzzo, Lorella Bernardoni, Serena Bontempi, Ivana Caldato, Laura Caldato, Paola Cascato, Gabriella Fantin, Daniela Grosso, Marina Monti, Emanuela Munaretto, Maria Luisa Premier, Bianca Rossi. Allenatore: Giulio Melilla.
- Retrocessioni in Serie A2: Coop Ferrara e Gemini Torino.